# Dendrocopos
Genre
Dendrocopos est un genre d'oiseaux de la famille des Picidae. Il regroupe 20 espèces de pics de taille moyenne, au plumage généralement noir et blanc présentant quelques taches de rouge (au niveau du front, de la nuque, du croupion, ...).

## Liste des espèces
D'après la classification de référence (version 14.1, 2024) du Congrès ornithologique international (ordre phylogénique) :
- Dendrocopos hyperythrus – Pic à ventre fauve
- Dendrocopos macei – Pic de Macé
- Dendrocopos analis – Pic de Bonaparte
- Dendrocopos atratus – Pic à poitrine rayée
- Dendrocopos darjellensis – Pic de Darjiling
- Dendrocopos himalayensis – Pic de l'Himalaya
- Dendrocopos assimilis – Pic du Sind
- Dendrocopos syriacus – Pic syriaque
- Dendrocopos leucopterus – Pic à ailes blanches
- Dendrocopos major – Pic épeiche
- Dendrocopos noguchii – Pic d'Okinawa
- Dendrocopos leucotos – Pic à dos blanc